# Ламат
Лама́т (фр. Lamath) — коммуна во французском департаменте Мёрт и Мозель региона Лотарингия. Относится к кантону Жербевиллер.

## География

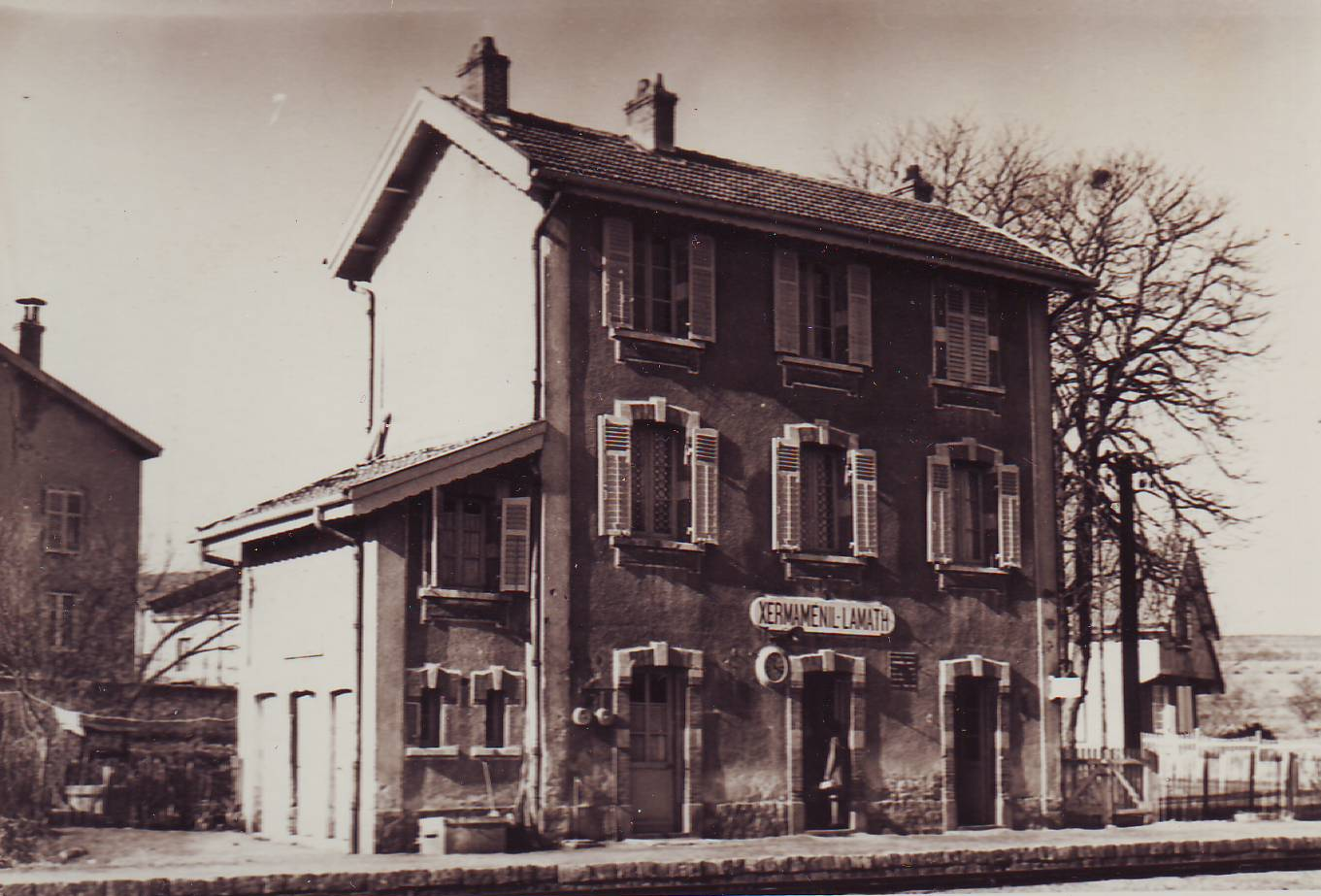
Вокзал Ксермамениль — Ламат в 1966 году

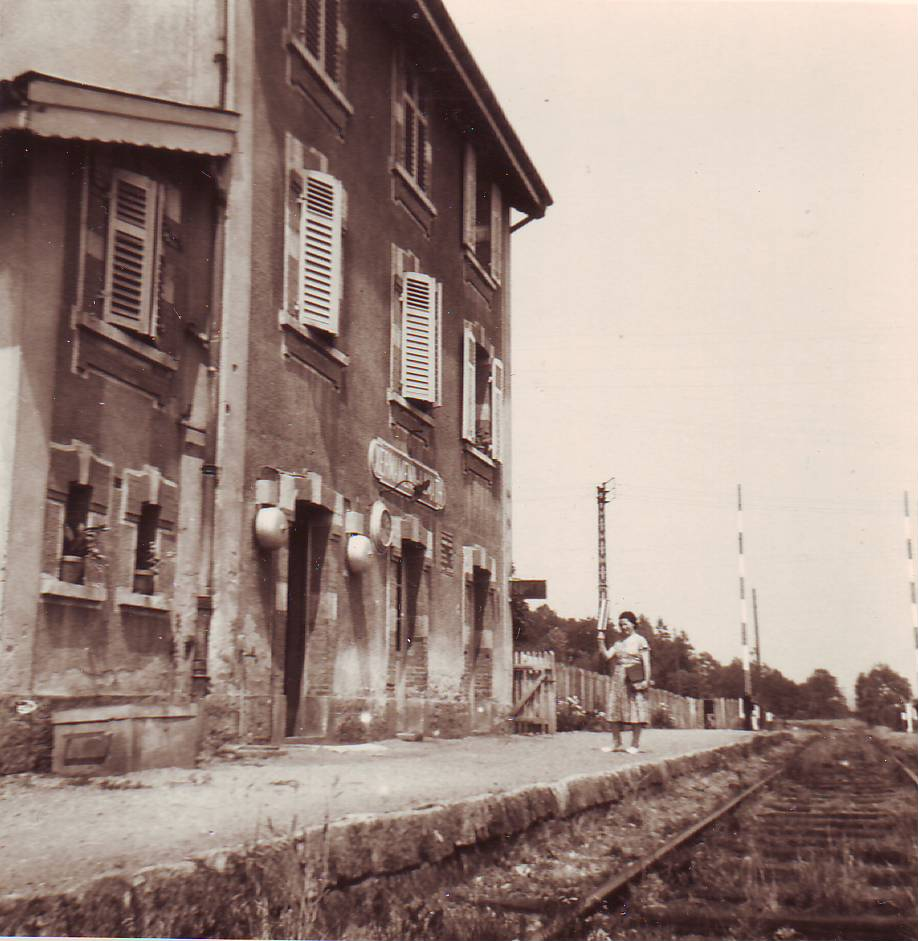
Вокзал Ксермамениль — Ламат в 1966 году

Ламат расположен в 27 км к юго-востоку от Нанси по соседству с Ксермаменилем. Соседние коммуны: Мон-сюр-Мёрт и Реенвиллер на севере, Эримениль на северо-востоке, Фрембуа на востоке, Одонвиль на юго-востоке, Франконвиль на юге, Ландекур на юго-западе, Шармуа на западе, Бленвиль-сюр-л'О на северо-западе.

## Демография
Население коммуны на 2010 год составляло 184 человека.
| 1962 | 1968 | 1975 | 1982 | 1990 | 1999 | 2010 |
| ---- | ---- | ---- | ---- | ---- | ---- | ---- |
| 134  | 115  | 131  | 141  | 175  | 182  | 184  |

## Достопримечательности
- Церковь XVIII века.
- Вокзал Ксермамениль — Ламат (1882—1980).